# Мар'ївка (Полтавський район)
Ма́р'ївка —  село в Україні, у Новоселівській сільській громаді Полтавського району Полтавської області. Населення становить 241 осіб. До 2017 орган місцевого самоврядування — Нестеренківська сільська рада.

## Географія
Село Мар'ївка примикає до сіл Гонтарі, Головки та Васильці. Поруч проходить автомобільна дорога Т 1707.

## Населення

### Мова
Розподіл населення за рідною мовою за даними перепису 2001 року:
| Мова       | Кількість | Відсоток |
| ---------- | --------- | -------- |
| українська | 241       | 100%     |

## Історія
12 червня 2020 року, відповідно до розпорядження Кабінету Міністрів України № 721-р «Про визначення адміністративних центрів та затвердження територій територіальних громад Полтавської області», село увійшло до складу Новоселівської сільської громади.
19 липня 2020 року, в результаті адміністративно - територіальної реформи та ліквідації Полтавського району(1925-2020), село увійшло до складу новоутвореного Полтавського району.

## Відомі люди
В Мар'ївці народився учасник Великої Вітчизняної війни, Герой Радянського Союзу Мохов Михайло Іванович (1922—1982).